# Quaix-en-Chartreuse
Quaix-en-Chartreuse é uma comuna francesa na região administrativa de Auvérnia-Ródano-Alpes, no departamento de Isère.